# 西金沢 (新潟市)
西金沢（にしかなざわ）は、新潟県新潟市秋葉区の町字。郵便番号は956-0818。

## 概要
1889年（明治22年）まであった金沢新田の区域の一部。地名は、古代に金属加工者が居住していたことに由来する。

### 隣接している町字
北から東回り順に、以下の町字と隣接する。
- 満願寺
- 新津東町
- 金沢町
- 新町
- 新津
- 古田ノ内大野開

## 歴史

### 分立した町字
1889年（明治22年）以後に、以下の町字が分立。
金沢町（かなざわちょう）
1965年（昭和40年）以降に西金沢から分立した町字。1～4丁目がある。
新金沢町（しんかなざわちょう）
1967年（昭和42年）に西金沢から分立した町字。
新津東町（にいつひがしちょう）
1970年（昭和45年）に「東町（ひがしちょう）」として西金沢から分立した町字。1～3丁目がある。2005年に新津東町に改称。
新町（しんまち）
1976年（昭和51年）に西金沢から分立した町字。1～3丁目がある。

### 年表
- 1889年（明治22年）4月1日 : 町村制施行に伴う合併により新津町の大字となる
- 1908年（明治41年） : 金沢新田から金沢に改称[3]。
- 1926年（大正15年）1月1日 : 西金沢に改称[3]。
- 1951年（昭和26年）1月1日 : 新津町の市制施行により、新津市の大字となる。
- 1965年（昭和40年） : 金沢町が分立[3]。
- 1967年（昭和42年） : 新金沢町が分立[4]。
- 1970年（昭和45年） : 東町が分立[5]。
- 1976年（昭和51年） : 新町が分立[6]。
- 2005年（平成17年）3月21日 : 新津市が新潟市と合併したことにより新潟市の大字となる。
- 2007年（平成19年）4月1日 : 新潟市の政令指定都市移行によって秋葉区の大字となる。

## 小・中学校の学区
市立小・中学校に通う場合、学区は以下の通りとなる。
| 番地 | 小学校             | 中学校                 |
| ---- | ------------------ | ---------------------- |
| 全域 | 新潟市立阿賀小学校 | 新潟市立新津第五中学校 |